# Epicardi
L'epicardi descriu la capa externa de teixit del cor (del grec epi- exterior, cardium cor). Quan es considera com una part del pericardi, és la capa interna o pericardi visceral.
El seu principal component és el teixit conjuntiu i funciona com una capa protectora. El pericardi visceral pel que sembla produeix el líquid pericardíac, que lubrica el moviment entre les capes interior i exterior del pericardi.
Durant la contracció ventricular l'ona de despolarització de la superfície endocardíaca a l'epicardíaca.